# Макмахон, Хибер
Хибер Макмахон (англ. Heber MacMahon, ирл. Éimhear Mac Mathúna; 1600 — 17 сентября 1650) — ирландский политический и церковный деятель, епископ Клогера (1643—1650). Один из руководителей Ирландского восстания 1641 года и Ирландской католической конфедерации 1642 года.

## Биография
Хибер Макмахон родился в 1600 году на острове Инишкин в графстве Монахан. Он поступил в ирландский колледж в Дуэ, затем учился в Левенском католическом университете. Также он получил образование во францисканском монастыре в Килтибегсе. Он был рукоположён в сан священника в 1625 году, 17 ноября 1627 года он был назначен апостольским викарием в Клогерской епархии. 10 марта 1642 года Хибер Макмахон был назначен епископом Дауна и Коннора. Он играл видную роль в Ирландской католической конфедерации, созданной в 1642 году в Килкенни.
В июне 1643 года Хибер Макмахон был назначен епископом Клогера. Он работал в тесном контакте с Оуэном Роу О’Нилом в течение 1640-х годов, а после 1645 года был связан с папским нунцием Джованни Баттистой Ринуччини. После смерти Оуэна О’Нила 6 ноября 1649 года Хибер Макмахон поручил руководством армией Ольстера (5000 пехотинцев и 600 кавалеристов) Джеймсу Батлеру, 12-му графу Ормонду. В 1650 году Хибер Макмахон взял город Дангивен, но ирландские войска были разгромлены английской армией Оливера Кромвеля в битве при Скарифхолисе в июне того же года. Хибер Макмахон бежал, но был взят в плен, повешен и обезглавлен по приказу сэра Чарльза Кута в Эннискиллене.
После смерти Хибера Макмахона Филипп Кролли был назначен апостольским викарием Клогерской епархии в 1651 году, а следующим епископом Клогера в 1671 году был назначен Патрик Даффи.